# الشقاء (وشحة)

تعديل مصدري - تعديل

الشقاء هي إحدى قرى عزلة ضاعن بمديرية وشحة التابعة لمحافظة حجة، بلغ تعداد سكانها 337 نسمة حسب تعداد اليمن لعام 2004.